# Panhard CD
Der Panhard CD ist ein zweisitziges Grand Tourisme Sportcoupé, das Panhard am 13. Juni 1962 vorstellte.

## Der Panhard CD
Der erste Prototyp und vier Vorserienfahrzeuge waren in Zusammenarbeit von Panhard & Levassor, der ältesten französischen Automobilmarke, mit dem Aerodynamik-Professor und Automobil-Ingenieur Charles Deutsch entstanden – daher die Bezeichnung „C.D. Panhard“. Nach der Trennung von René Bonnet, mit dem er über 25 Jahre von Champigny-sur-Seine aus unter dem Signet D.B. (Deutsch-Bonnet) französische Rennsportgeschichte geschrieben hatte, wurde aus dem Plan für eine Nachfolge des letzten D.B., dem HBR5, sein erstes eigenes Projekt im Winter 1961/62. Bereits vom 19. Oktober 1960 datiert eine ausgearbeitete Zeichnung, die sehr deutlich die Züge des D.B-Nachfolgers vorwegnimmt. Während René Bonnet in Zukunft mit Renault-Technik unter seinem eigenen Namen produzieren sollte (nur wenig später allerdings unter dem Namen Matra), blieb Charles Deutsch der Unterstützung Panhards treu.
Der neue CD sollte als Experimental-Rennwagen für das 24-Stunden-Rennen von Le Mans den „Geist dieser Herausforderung für eine sportive Klientel reflektieren ... als verkapptes Sportgerät, kleinmotorig und nur wenig schwerer als 400 kg“. Die luftgekühlten Zweizylinder-Boxermotoren kamen ursprünglich aus der Serie der PL17-Limousinen, wurden aber für eine verbesserte Standfestigkeit im Classement 700 bis 850 cm³ modifiziert:
Unter der Regie der Technikschmiede „Moteur Moderne“ versah man den Motor mit 701 cm³ Hubraum. Durch vergrößerte Ventile, schärfere Nockenwellen und zwei Zenith-Doppelvergaser beschleunigte ein Prototyp auf der Hunaudières-Geraden Mitte September 1962 bis auf 204,800 km/h. Man traute ihm aber auch Geschwindigkeiten bis 210 km/h zu.

### Modelle
| Modell                 | Bauzeitraum       | Motorbauart         | Hubraum | Steuer-PS (fr.) | Leistung      |
| ---------------------- | ----------------- | ------------------- | ------- | --------------- | ------------- |
| Compétition (Prototyp) | 0000 – 1962       | 2-Zyl.-Boxer 4-Takt | 848 cm³ | 5 CV            | 60 PS (44 kW) |
| GT                     | 07/1963 – 07/1965 | 2-Zyl.-Boxer 4-Takt | 848 cm³ | 5 CV            | 60 PS (44 kW) |
| Rallye                 | 07/1963 – 07/1965 | 2-Zyl.-Boxer 4-Takt | 848 cm³ | 5 CV            | 60 PS (44 kW) |

## Die Rennversion
Hauptartikel: CD Dyna
In Übereinstimmung mit den vier Le-Mans-Rennwagen – dem CD Dyna –, denen lediglich ein einziger Stahlblech-Prototyp vorausging, waren die Karosserien aller Panhard CD grundsätzlich in GFK-Bauweise ausgeführt. Ausführender Betrieb war die Manufaktur Chappe et Gessalin, später auch unter dem Markennamen C.G. bekannt. Verantwortlich für die Formgebung der Karosserie war der Aerodynamiker Lucien Romani. Um eine spätere Straßenversion realisieren zu können, verzichtete man auf einen Gitterrohrrahmen, der zwar konstruktiv interessanter, aber für den Straßenverkehr zu empfindlich und sehr schwierig zu reparieren ist. Es blieb bei dem vom D.B. bekannten Zentralrohrrahmen, neu interpretiert von Jean Claude Haenel, der auch an der Gesamtformgebung des Wagens beteiligt war.
Nachdem Paul Panhard Ende Januar 1962 für Charles Deutsch grünes Licht gegeben hatte, begann gleichzeitig Werks-Rennleiter Etienne de Valance, ein Team von Fahrern zu bilden. Am 7. und 8. April formte sich in Montlhéry eine Truppe von acht Piloten, die sich im weiteren Verlauf auch in Le Mans im Stahlprototyp mit der Chassis-No. 101 zu qualifizieren hatten. Dieses Vorserienfahrzeug war in nur 70 Tagen fertiggestellt worden.
Ihr Debüt geben die beiden ersten Prototypen 101 und 102 anlässlich der 1000 Kilometer vom Nürburgring am 27. Mai 1962. Es starteten die Teams André Guilhaudin/Bernard Boyer (Formel Junior Champion, F 1961) und Jean-Pierre Hanrioud/Alain Bertaut. Hier sollte es zum ersten Duell zwischen den beiden Panhard CD und den René-Bonnet-Fahrzeugen kommen. Hanrioud/Bertaut führten im GfK-Prototyp (No. 102) bereits nach zehn Runden, wurden aber Opfer einer Öllache auf regennasser Piste. Der 120 kg schwerere Stahlblech-CD (No. 101) schaffte es aber immer noch auf einen guten 24. Platz in der Gesamtwertung. Man war zufrieden und überzeugt von den Fahreigenschaften, die speziell auf schmierigem Terrain „Welten“ besser gewesen sein sollen als die der Mittelmotor-Bonnet, die im Grenzbereich konzeptionsgemäß schwer zu kontrollieren waren. Dass der GfK-Prototyp beste Chancen in der 1000-cm³-Klasse hatte, zeigten auch die Rundenzeiten des Teams Hanrioud/Bertaut, die mit 11'41″ gegen die 11'35″ dem René-Bonnet Team Gérard Laureau/Jean Vinatier dicht auf den Fersen waren, deren Klassensieg (20. gesamt) aber nicht verhindern konnten. Guilhaudin/Boyer landeten in der Prototypenklasse bis 1000 cm³ nach 35 gefahrenen Runden auf Platz 2.
Am 23./24. Juni 1962, anlässlich der 24 Stunden von Le Mans, sollte das Fahrzeug mit der Startnummer 53 – Prototyp No. 103 – schließlich den Klassensieg erringen. André Guilhaudins Copilot in Le Mans war der Motorsport-Journalist und Rennsport-Amateur André Bertaut, der auch freundschaftlichen Kontakt zu Paul Frère hatte. Nummer 54 (No. 104, Lelong/Hanrioud), Nummer 55 (No. 105, Bernard Boyer/Guy Verrier) schied aus, Nummer 70 (No 102?, Neyret/Mougin) ging erst gar nicht an den Start. Jean-Pierre Hanrioud verunfallte spektakulär in der neunten Stunde des Rennens, das Team Boyer-Verrier schied in der vierzehnten Stunde mit überhitztem Motor aufgrund zu magerer Vergasereinstellung aus. Der Wagen der Sieger Guilhaudin und Bertaut hielt als einziger durch und funktioniert über die gesamte Renndistanz „wie ein Uhrwerk“ (Francois Jolly). Er erreichte nicht nur den Gesamtsieg in seiner Klasse von 701 bis 850 cm³, sondern siegte auch im „Indice de Performance“ mit 1,265 vor dem 706-cm³-René-Bonnet-Spider (Gérard Laureau/Paul Armagnac). Drittplatziert wurde der CD im „Indice au rendement énergetique“ – dem Verbrauchsindex – mit einem Durchschnitt von 11,4 l/100 km bei 590 kg Fahrzeuggewicht. Der René-Bonnet-Spider wurde siebter mit einem Verbrauch von 12,3 l/100 km bei 520 kg Fahrzeuggewicht.
Der „Indice du rendement énergetique“ ermittelt die (Kilometer-)Leistung im Verhältnis zu Verbrauch und Gewicht. Der „Indice de Performance“ – eine Art hubraumbezogener Leistungsindex – wird aus dem Quotienten der absolvierten Distanz im Verhältnis zu einer für das Classement vorgegebenen Distanz errechnet. Der CD kam also 1,265-mal weiter, als sein Classement vorgab. Es war dies der zehnte Sieg für Panhard in dieser Indexwertung, und die Konkurrenten René Bonnet, Lotus und Ferrari wurden erstmals deklassiert.
In der Gesamtwertung, gemessen an der zurückgelegten Renndistanz, lag der CD von Guilhaudin/Bertaut mit einem für seine Fragilität überraschenden 16. Gesamtrang vor Laureau/Armagnac im René-Bonnet-Spider (17.) und Consten/Rosinski im René-Bonnet-Aerodjet (996 cm³, 18.). Die Durchschnittsgeschwindigkeit über das gesamte Rennen betrug bei Guilhaudin/Bertaut 142,793 km/h, die schnellste Umrundung lag mit 5'22'' 1 Min. bei 160,403 km/h weit über den Geschwindigkeiten der beiden René-Bonnet-Fahrzeuge. Insgesamt legte das Siegerfahrzeug 3427,026 km zurück.
Die Öffentlichkeitsabteilung überschlug sich fast vor Begeisterung anlässlich des Le-Mans-Erfolgs. Erst im Jahr zuvor hatten drei Panhard PL 17 die ersten drei Plätze bei der Rallye Monte Carlo belegt. Man war von der Taktik, den Rennsport als Testlabor nützen zu können, ein weiteres Mal bestätigt worden und konnte als älteste Marke der (französischen) Automobilgeschichte stolz sein auf seine immer noch konkurrenzfähigen Produkte. Auch für den drohenden Fall einer direkten Unterlegenheit schrieb sich Panhard tapfer den olympischen Gedanken auf die Fahnen, um weiterhin mit den Trümpfen Verbrauch und Leistungsfähigkeit präsent bleiben zu können.

## Weiterentwicklungen
Selbst Anfang der 1960er-Jahre war die GFK-Bauweise noch sehr fortschrittlich und vor allem wirtschaftlich in Kleinserien wie dieser. Es konnte ein hervorragend niedriger Luftwiderstand erreicht werden, der bis heute von keinem konventionellen PKW unterboten wird. Ein Prospekt des Panhard CD aus dem Jahre 1963 zeigt die Ziffer cx 0,13, was dem deutschen Symbol cw für Luftwiderstandsbeiwert entspricht. Erst mit dem Honda Insight (1999) oder dem Audi A2 1.2tdi (2000) erreichten zwei jüngere Fahrzeugmodelle den extrem niedrigen cw-Wert von 0,25. In Verbindung mit der geringen Stirnfläche von ca. 1,50 m² ergibt sich beim Panhard CD eine Widerstandsfläche cw x A von weit unter 0,40 m². (A / cw x A: A2 = 2,16 m² / 0,54 m², Insight = 1,80 m² / 0,45 m²). Die Relevanz des Luftwiderstands ergibt sich im direkten Vergleich der Fahrwiderstände. Der dem Fahrzeug entgegengesetzte Luftwiderstand steigt mit dem Quadrat der Geschwindigkeit und kann bei Höchstgeschwindigkeit über 80 % zum Gesamtwiderstand beitragen. Bezeichnenderweise liegen die Höchstgeschwindigkeiten der vorgenannten Fahrzeuge auf ähnlichem Niveau: Audi A2 (61 PS bei 880 kg) 168 km/h, Honda Insight (76 PS bei 870 kg) 180 km/h (elektronisch begrenzt) und Panhard CD Rallye (60 PS bei 620 kg) ebenfalls 180 km/h (Die Gewichtsangaben sind in allen drei Fällen gemittelt, Audi und Honda sind in Alu-Spaceframe-Bauweise gefertigt). Dass der viel hubraum- und drehmomentschwächeraktuelle Panhard hier konkurrenzfähig ist, hat er vor allem seiner extrem kleinen Stirnfläche zu verdanken.
Interessante Vergleichswerte hierzu liefert auch die Studie VW XL1 von 2011. Ein cw von 0,186 und A 1,5 m² ergeben eine wirksame Luftwiderstandsfläche von 0,279 m². Niedriger liegen nur noch die Studie VW 1L von 2002 mit einem cw von 0,159 und das Einspurfahrzeug Peraves Monotracer sogar mit cw x A 0,18 m².
Die Monocoque-Karosserie des Panhard CD wurde auf einem äußerst torsionsstabilen und leichten (40 kg) Zentralrohrrahmen montiert. Die einteilige Fronthaube gibt beim Öffnen die Vorderachse und den gesamten Antrieb frei. In diesem Konstruktionsprinzip und auch in der Seitenansicht und im Interieur weist das Konzept einige Parallelen zum Jaguar E-Type auf. Speziell die Querschnittsform des Karosseriekörpers ist mit dem E-Type aus aerodynamischen Gründen eng verwandt. Das tropfenförmig eingezogene Heck mit der diskreten Abrisskante teilt der CD mit der von Bertone gezeichneten Alfa Romeo Giulietta/Giulia Sprint Speciale (1959–1965) sowie das „Dubble-Bubble“-Dach mit einigen Zagato-Schöpfungen. Die im unteren Bereich der Heckschürze ansteigende Linie (mit den am Le-Mans-Modell vertikalen Finnen vor und hinter den Radhäusern) sollte im weiteren Verlauf der Rennsportgeschichte die französische Interpretation des „effet de sol“ oder „Ground Effect“ (Colin Chapman) begründen. Noch stärker profiliert im Sinne eines Diffusors war der Unterboden im Heckbereich der beiden für Le Mans 1964 präparierten Renn-CD mit der Modellbezeichnung LM64. Hier wurden auch die vorderen Radhäuser abgedeckt; das Heck zierten zwei vertikale Flossen.
Von 1963 bis 1965 wurden 179 Exemplare dieses Wagens verkaufsfertig hergestellt: 122 GT- und 57 Rallye-Versionen. Hinzu kommen die drei (+1) Prototypen und drei Fahrzeuge, die am Ende der Produktion im Sommer 1965 zerlegt und verpackt worden waren, vielleicht für den Export. Korrekte Gesamtzahl ist also 185 für alle GfK-Modelle. Die Fahrgestellnummern begannen mit 101 für den ersten Stahlblech-Prototyp und liefen über die Rennwagen mit den Startnummern 70 (102), 53 (103), 54 (104) und 55 (105) weiter in die Serien 106–284. Der Hubraum sowohl des GT- wie des Rallye-Motors war wie im serienmäßigen PL 17 auf 848 cm³ belassen. Die Leistung betrug beim GT serienmäßige 50 DIN-PS, der Rallye leistete etwa 10 PS mehr. Die Motoren wurden von einem (GT), bzw. zwei (Rallye) Fallstrom-Vergaser(n) von Zenith, Typ 38 NDIX, beatmet. So ausgestattet erreichten die Wagen 165 km/h (GT), bzw. 180 km/h (Rallye). Die Getriebe der Rallye-Versionen verfügten über ein geändertes Kegel-Tellerrad Verzahnungsverhältnis und hatten daher eine der höheren Leistung angepasste, fast 10 % „längere“ Übersetzung. Die Vierganggetriebe, deren dritte Stufe die direkte war und deren Vierter gleichsam als „Overdrive“ funktionierte, gaben die Antriebskraft auf die Vorderräder weiter. Die vordere Einzelradaufhängung bestand aus zwei unteren Dreieckslenkern und einer oberen Querblattfeder.  Der Frontantrieb brachte die trotz allem moderate Motorleistung unter allen Umständen sicher und kontrollierbar auf die Straße. Die Verzögerung übernahmen vier außenliegende Leichtmetall-Bremstrommeln (System ETA – évécuation thermale accéléré), die innerhalb aufgeschraubter Felgenkränze frei nach außen ragten und somit optimal luftgekühlt waren. In kleinerem Maßstab erkennt man das Prinzip auch am Vespa-Roller wieder.
Nicht ohne Grund sollten schließlich die raren Panhard-CD-Pressebroschüren von einem Oscar-Wilde-Zitat geschmückt werden:
"La beauté ne se discute pas. Elle règne de droit divin. Elle fait prince quiconque la possède." (Über die Schönheit lässt sich nicht streiten. Sie regiert nach göttlichem Recht. Sie krönt ihren Besitzer.)

## = Literatur
- Francois Jolly: L’automobiliste, la revue de l’amateur. No. 64 – I – 1985, S. 25 ff, Hrsg.: Adrien & Isabelle Maeght, Imprimerie Arte, Paris, S. 25 ff.
- Charly Rampal: Du Tigre au Lion. Les CD de Charles Deutsch.
- Oscar Wilde, Zitat aus Das Bildnis des Dorian Gray.